# Championnat du pays de Galles de football 2011-2012
Navigation
2010-2011 2012-2013
La saison 2011-2012 de Welsh Premier League est la vingtième édition de la première division galloise.
Lors de cette saison, le Bangor City Football Club tente de conserver son titre de champion face aux onze meilleurs clubs gallois lors d'une série de matchs se déroulant sur toute l'année. Mais, à la dernière journée, une défaite 5-0 sur le terrain des New Saints donne le titre à ces derniers, alors que Bangor termine deuxième.
Le championnat est, comme la saison précédente, réduit à 12 équipes. Quelques modifications ont été décidées par rapport à la saison 2010-2011 : 
- Sept remplaçants peuvent figurer sur la feuille de match contre cinq jusqu'alors.
- Chaque équipe peut enregistrer un maximum de quatre prêts par saison, quelle que soit la période, même en dehors de celle des transferts.

| \| Aberystwyth Town Airbus UK Bala Town Bangor City Carmarthen Town Afan Lido Llanelli AFC Neath FC Newtown AFC Port Talbot Town Prestatyn Town The New Saints FC \| Localisation des clubs engagés dans le championnat. |
| Aberystwyth Town Airbus UK Bala Town Bangor City Carmarthen Town Afan Lido Llanelli AFC Neath FC Newtown AFC Port Talbot Town Prestatyn Town The New Saints FC                                                           |

## Qualifications en coupe d'Europe
À l'issue de la saison, le champion se qualifie pour le 2e tour de qualification des champions de la Ligue des champions 2012-2013.
Alors que le vainqueur de la Coupe du pays de Galles prendra la première des trois places en Ligue Europa 2012-2013, les deux autres places reviendront au deuxième du championnat et au vainqueur des play-offs.

## Relégations
Les deux équipes terminant le championnat à la onzième et à la douzième places sont reléguées en deuxième division, sauf si les deux équipes championnes de D2 ne reçoivent pas de licence pour évoluer en première division la saison suivante.
Si, pour sa part, Newtown est bien relégué, du fait de sa dernière place au classement, Carmarthen Town, 11e, est maintenu en Welsh Premier League du fait de la rétrogradation administrative de Neath, pourtant 3e, qui ne parvient pas à souscrire aux exigences pour obtenir une licence UEFA et FAW et est donc relégué.

## Les 12 clubs participants
| Club                | Entraîneur       | Depuis | Stade                   | Capacité | Ville       |
| ------------------- | ---------------- | ------ | ----------------------- | -------- | ----------- |
| Aberystwyth Town    | Tomi Morgan      | 2012   | Park Avenue Ground      | 2 100    | Aberystwyth |
| Afan Lido           | Andrew Dyer      | 2011   | Afan Lido Sports Ground | 5 000    | Port Talbot |
| Airbus UK Broughton | Andy Preece      | 2012   | The Airfield            | 1 000    | Broughton   |
| Bala Town           | Colin Caton      | 2003   | Maes Tegid              | 3 000    | Bala        |
| Bangor City         | Neville Powell   | 2007   | Nantporth               | 3 000    | Bangor      |
| Carmarthen Town     | Mark Aizlewood   | 2011   | Richmond Park           | 3 000    | Carmarthen  |
| Llanelli AFC        | Andy Legg        | 2009   | Stebonheath Park        | 3 700    | Llanelli    |
| Neath               | Kristian O'Leary | 2011   | The Gnoll               | 7 000    | Neath       |
| Newtown AFC         | Bernard McNally  | 2011   | Latham Park             | 4 300    | Newtown     |
| Port Talbot Town    | Mark Jones       | 2008   | Victoria Road Ground    | 2 000    | Port Talbot |
| Prestatyn Town      | Neil Gibson      | 2007   | Bastion Road            | 1 000    | Prestatyn   |
| The New Saints      | Carl Darlington  | 2011   | Park Hall               | 2 000    | Oswestry    |

## Compétition
Le classement est établi sur le barème de points classique (victoire à 3 points, match nul à 1, défaite à 0).
Pour départager les égalités, on tient d'abord compte de la différence de buts générale, puis du nombre de buts marqués, puis des confrontations directes et enfin si la qualification ou la relégation est en jeu, les deux équipes jouent une rencontre d'appui sur terrain neutre. La saison se divise en deux parties : dans un premier temps (matchs 1 à 22), toutes les équipes s'affrontent à domicile et à l'extérieur. À l'issue de ces matchs, les 6 premières équipes du classement général s'affrontent entre elles (matchs 23 à 32) et de même les 6 dernières équipes (matchs 23 à 32).
Une fois le championnat achevé sous la forme de matchs aller et retour, a lieu un mini-tournoi permettant de déterminer la seconde équipe qualifiée pour la Ligue Europa 2012-2013 (après celle qui aura terminé deuxième au classement général). Pour y participer, il faut terminer premier du groupe de 6 dernières équipes ou entre la 3e et la 6e du groupe des premières équipes. Si le vainqueur de la Coupe du pays de Galles 2011-2012 se trouve dans le groupe des équipes qualifiées pour les play-offs, l'équipe terminant 8e au classement général est invitée à participer au mini-tournoi.

### Classement
| Rang | Équipe            | Pts  | J  | G  | N  | P  | Bp | Bc | Diff |  |
| ---- | ----------------- | ---- | -- | -- | -- | -- | -- | -- | ---- |  |
| 1    | The New Saints FC | 74   | 32 | 23 | 5  | 4  | 75 | 31 | +44  |  |
| 2    | Bangor City T     | 69   | 32 | 22 | 3  | 7  | 72 | 45 | +27  |  |
| 3    | Neath FC          | 62   | 32 | 18 | 8  | 6  | 60 | 36 | +24  |  |
| 4    | Llanelli AFC C    | 59   | 32 | 18 | 5  | 9  | 63 | 37 | +26  |  |
| 5    | Bala Town         | 49   | 32 | 14 | 7  | 11 | 48 | 41 | +7   |  |
| 6    | Prestatyn Town    | 28   | 32 | 8  | 4  | 20 | 41 | 63 | -22  |  |
|      |                   |      |    |    |    |    |    |    |      |  |
| 7    | Airbus UK         | 36   | 32 | 10 | 9  | 13 | 48 | 50 | -2   |  |
| 8    | Aberystwyth Town  | 33*  | 32 | 8  | 10 | 14 | 45 | 50 | -5   |  |
| 9    | Port Talbot Town  | 33   | 32 | 8  | 9  | 15 | 39 | 51 | -12  |  |
| 10   | Afan Lido P       | 32   | 32 | 7  | 11 | 14 | 40 | 55 | -15  |  |
| 11   | Carmarthen Town   | 32   | 32 | 10 | 2  | 20 | 33 | 67 | -34  |  |
| 12   | Newtown AFC       | 23** | 32 | 7  | 5  | 20 | 44 | 82 | -38  |  |

| Légende : Qualifications et relégations | Légende : Qualifications et relégations                                                          |
| --------------------------------------- | ------------------------------------------------------------------------------------------------ |
|                                         | Ligue des champions 2012-2013, deuxième tour de qualification                                    |
|                                         | Ligue Europa 2012-2013, premier tour de qualification                                            |
|                                         | Play-offs pour une place en premier tour de qualification de la Ligue Europa 2012-2013           |
|                                         | Relégation en deuxième division                                                                  |
|                                         | T : Tenant du titre C : Vainqueur de la Coupe du pays de Galles de football 2010-2011 P : Promus |

## Play-offs pour la Ligue Europa

### Quarts de finale
Les deux dernières équipes qualifiées pour les plays-offs (ayant terminé à la 6e et à la 7e place du classement général, ou à la 7e et à la 8e cette saison du fait de la rétrogradation administrative du Neath FC) s'affrontent lors d'un tour préliminaire, considéré comme un quart de finale, dont l'enjeu est une qualification pour les demi-finales de l'épreuve.
| 7 mai 2012 | Airbus UK Broughton | 0-1 | Aberystwyth Town | The Airfield (Broughton) |                   |
| 14 h       |                     |     | 57e Wyn Thomas   | Spectateurs : 327        | Spectateurs : 327 |
| 14 h       | (Rapport)           |     |                  | Spectateurs : 327        | Spectateurs : 327 |

### Demi-finales
| 12 mai 2012 | Llanelli AFC | 1-0 | Aberystwyth Town | Stebonheath Park (Llanelli)                      |                                                  |
|             | Follows 108e |     |                  | Spectateurs : 281 Arbitrage : Bryn Markham-Jones | Spectateurs : 281 Arbitrage : Bryn Markham-Jones |
|             | (Rapport)    |     |                  | Spectateurs : 281 Arbitrage : Bryn Markham-Jones | Spectateurs : 281 Arbitrage : Bryn Markham-Jones |

| 12 mai 2012 | Bala Town              | 2-1 | Prestatyn Town | Maes Tegid (Bala)                       |                                         |
|             | Sheridan 3e · Hunt 47e |     | 30e Hayes      | Spectateurs : 426 Arbitrage : Dean John | Spectateurs : 426 Arbitrage : Dean John |
|             | (Rapport)              |     |                | Spectateurs : 426 Arbitrage : Dean John | Spectateurs : 426 Arbitrage : Dean John |

### Finale
| 19 mai 2012 | Llanelli AFC             | 2-1 | Bala Town | Stebonheath Park (Llanelli) |  |
|             | Griffiths 4e · Grist 19e |     | 74e Hunt  |                             |  |
|             | (Rapport)                |     |           |                             |  |

## Bilan de la saison
| Championnat du pays de Galles de football 2011-2012     |                           |
| Champion                                                | The New Saints (6e titre) |
| Coupes et trophées                                      |                           |
| Vainqueur de la Coupe du pays de Galles 2011-2012       | The New Saints            |
| Vainqueur de la Coupe de la Ligue 2011-2012             | Afan Lido                 |
| Qualifications continentales                            |                           |
| Ligue des champions de l'UEFA 2012-2013                 | The New Saints            |
| Ligue Europa 2012-2013                                  | Bangor City               |
| Ligue Europa 2012-2013                                  | Llanelli AFC              |
| Ligue Europa 2012-2013                                  | Cefn Druids AFC           |
| Promotions et relégations                               |                           |
| Promus en Welsh Premier League                          | Gap Connah's Quay FC      |
| Relégués en Cymru Alliance League/Welsh Football League | Neath FC                  |

## Statistiques

### Meilleurs buteurs
Source: welsh-premier.com
| Rang | Joueur          | Club             | Buts |
| ---- | --------------- | ---------------- | ---- |
| 1    | Riadhe elgamah  | Llanelli AFC 100 |      |
| 2    | Greg Draper     | The New Saints   | 22   |
| 3    | Les Davies      | Bangor City      | 16   |
| 4    | Luke Bowen      | Neath            | 15   |
| 5    | Lee Hunt        | Bala Town        | 14   |
| 5    | Martin Rose     | Port Talbot Town | 14   |
| 5    | Ian Sheridan    | Bala Town        | 14   |
| 8    | Nick Rushton    | Newtown          | 13   |
| 9    | Alex Darlington | The New Saints   | 12   |
| 10   | Ross Stephens   | Prestatyn Town   | 11   |